# Katharina von Keller
Katharina von Keller (* 23. März 1982 in Hamburg) ist eine deutsche Synchronsprecherin und Hörspielsprecherin.
Katharina von Keller ist in verschiedenen Film- und Serienproduktionen als Synchronsprecherin tätig, wie zum Beispiel in den Serien Hinterm Sofa an der Front, Dr. House oder McLeods Töchter.

## Filmografie
- 1994: Doppelter Einsatz (Fernsehserie, Folge 1x04)
- 1995: Stubbe – Von Fall zu Fall: Stubbe sieht rot
- 1997: Stubbe – Von Fall zu Fall: Stubbe taucht ab
- 1998: Lisa Falk – Eine Frau für alle Fälle (Fernsehserie)

## Synchronisierung (Auswahl)
- 1997: Lawn Dogs – Heimliche Freunde (als Devon Stockward)
- 2001–2007: McLeods Töchter (als Jodi Fountain McLeod)
- 2004: Dr. House (als Leah)
- 2004: Thunderstruck (als Chloe)
- 2005–2007: Hinterm Sofa an der Front (als Hilary Gold)
- 2005–2017: Bones – Die Knochenjägerin (als Tory Payne)
- 2006: Die Delfinflüsterin (als Alyssa)
- 2006–2009: Naruto (als Sakura Haruno)
- 2006–2010: H2O – Plötzlich Meerjungfrau (als Emma Gilbert)
- 2007–2017: Naruto Shippuden (als Sakura Haruno)
- 2008–2008: Soul Eater (als Yumi Azusa)
- seit 2010: Angelo! (als Elena)
- 2010–2011: Emmas Chatroom (als Chelsea Theo)
- 2012–2016: Littlest Pet Shop – Tierisch gute Freunde (als Pepper Clark)
- 2014–2015: Seven Deadly Sins (als Jericho)
- 2015: DC Super Hero Girls (als Poison Ivy)
- 2015: Bang Gang – Die Geschichte einer Jugend ohne Tabus (als Laetitia)
- 2015–2016: Total Dreamer – Träume werden wahr (als Adele, Synchro 2018–2019)
- 2016: Power Rangers Dino Super Charge (als Shelby Watkins)
- seit 2016: Willkommen bei den Louds (als Lori Loud)
- 2017: Die Braut des Magiers (als Alice)
- 2017–2023: Boruto: Naruto Next Generations (als Sakura Uchiha)
- 2017: Der Zauberschulbus ist wieder unterwegs (als Peilerin)
- 2017: Brynhildr in the Darkness (als Mako Fujisaki)
- 2017: The Crown (als Elizabeth II)
- 2018: The Seven Deadly Sins: Revival of The Commandments (als Jericho)
- 2018–2022: Die Regeln von Floor (als Irma)
- 2018–2021: Master of None (als Rachel Silva)
- 2019–2020: The Spanish Princess (als Katharina von Aragon)
- seit 2019: Miss Fishers neue mysteriöse Mordfälle (als Peregrine Fisher)
- 2022–2024: Willkommen bei den echten Louds (als Lori Loud)

## PC-Spiele
- 2011: League of Legends (als Riven)
- 2012: Call Of Duty: Black Ops 2 Zombies (als Misty)
- 2016: Star Wars: The Old Republic (als NPC)

## Hörspiele (Auswahl)
- 2016 (BookBeat): Die drei !!!: Skandal auf Sendung, Europa, als Chrissie Winkler
- 2022 (Audible): Die drei ???: Die drei ??? und das Phantom aus dem Meer, Europa, als Silvie